# Человек, который познал бесконечность
«Человек, который познал бесконечность» (англ. The Man Who Knew Infinity) — британская биографическая драма, основанная на одноимённом романе Роберта Каниджела (англ. Robert Kanigel). Фильм рассказывает о короткой жизни индийского математика-самоучки Сринивасы Рамануджана (1887—1920).
Мировая премьера состоялась на Международном кинофестивале в Торонто в 2015 году. Лента была также показана на кинофестивалях в Цюрихе, Сингапуре и Дубае.

## Сюжет
В начале двадцатого века Сриниваса Рамануджан живёт в городе Мадрас в Индии и работает чернорабочим, находясь на грани бедности. Его работодатели замечают, что Рамануджан обладает исключительными математическими навыками, и начинают использовать его для помощи в бухгалтерском учёте. Его коллеги, обладающие высшим образованием, осознают, что его понимание математики значительно превосходит обычные задачи, и советуют ему показать свои результаты университетским профессорам. Одно письмо попадает к профессору Кембриджского университета Г. Х. Харди, который решает связаться с Рамануджаном и пригласить того в Англию для совместной работы.
Вместе с Харди и Литлвудом Рамануджан работает над гипергеометрической функцией и теорией чисел. Он становится студентом Кембриджа и публикует научные статьи. За научный вклад в теорию чисел Рамануджан становится членом Королевского научного общества.

## В ролях
- Дев Патель — Сриниваса Рамануджан
- Джереми Айронс — Г. Х. Харди
- Девика Бисе — Джанаки
- Тоби Джонс — Джон Идензор Литлвуд
- Стивен Фрай — Фрэнсис Спринг
- Джереми Нортэм — Бертран Рассел
- Кевин Макнелли — майор Макмэхон
- Энцо Чиленти — врач
- Арундатхи Наг — мать Рамануджана
- Дхритиман Чаттерджи — Нараяна Айер
- Шазад Латиф — Прасанта Чандра Махаланобис

## Критика
Фильм получил преимущественно положительные оценки кинокритиков. На сайте Rotten Tomatoes фильм имеет рейтинг 62 % на основе 122 рецензий критиков со средней оценкой 6,2 из 10.
Аллан Хантер из «Screen Daily» описал фильм, как «хорошо развитую, искреннюю постановку, которая следует воспоминаниям английского наставника и друга Рамануджана… Фильм рассказывает такую хорошую историю, что трудно устоять». Дебора Янг из журнала The Hollywood Reporter описала фильм, как «респектабельный, но слишком банальный байопик».